# Карцев, Александр Иванович
Александр Иванович Карцев (род. 13 мая 1954, Свердловск) — советский хоккеист, защитник. Мастер спорта СССР.

## Биография
Воспитанник свердловского «Спартаковца». Бо́льшую часть карьеры — 16 сезонов (1972/73 — 1974/75, 1976/77 — 1987/88) — провёл в свердловском «Автомобилисте», сыграл семь сезонов (1972/73, 1977/78 — 1979/80, 1984/85, 1986/87 — 1987/88) в высшей лиге. Также выступал за свердловские клубы СКА (1975/76) и «Луч» (1987/88 — 1988/89).